# Karl Karlsson i Göteborg
Karl Gustaf Karlsson (i riksdagen kallad Karlsson i Göteborg), född 5 april 1856 i Göteborgs domkyrkoförsamling, död 31 oktober 1924 i Gamlestadens församling, var en svensk handelsman och politiker (liberal).
Karl Karlsson blev tidigt faderlös och intogs på Göteborgs stads barnhus 1864–1872, som han därefter lämnade för att ägna sig åt handelsyrket. År 1890 grundade han firman Park & C:o, vilken han lämnade 1910 då han blev verkställande direktör för Trävaru AB Ernst Esping i Göteborg. Karlsson var ledamot av styrelsen för Livförsäkringsbolaget Framtiden, Västergötland-Göteborgs Järnvägs AB och Bergslagernas Järnvägs AB 1921–1924. Han var ledamot av Handelskammaren i Göteborg 1906–1924.
Karlsson var ledamot av Göteborgs stadsfullmäktige 1895–1922, varav som ordförande 10 april 1919–1922. Karlsson var 1897–1911 riksdagsman för Göteborgs stads valkrets i andra kammaren och tillhörde därunder Folkpartiet och från 1900 Liberala samlingspartiet, vars förtroenderåd han var ledamot av från 1906. Han tillhörde första kammaren för Göteborgs stads valkrets 1912–1917.
Karlsson var till sina åskådningar frihandlare, och tillhörde 1903–1917 bevillningsutskottet (vice ordförande 1908–1911, ordförande vid de ordinarie riksmötena 1912–1917) och gjorde där sig bemärkt för sina grundliga och sakrika inlägg. Hans motion 1900 angående handelsflottans pensionsanstalt i syfte att åstadkomma en rationell pensionering av sjöfolk föranledde en riksdagsskrivelse och tillsättande av en k. kommitté. Även en av honom 1902 väckt motion åsyftande sockerbeskattningens omläggning från råvarubeskattning till konsumtionsskatt vann riksdagens bifall och föranledde tillsättande av en kunglig kommitté, av vilken Karlsson blev ledamot. Kommittén förordade en blandad råvara- och fabrikatsskatt, men K. M:t anslöt sig i sitt förslag till 1905 års riksdag till Karlssons och två andra kommittéledamöters reservation om ren konsumtionsskatt, vilket också blev riksdagens beslut. 
Karlsson var den förste motionären (1904) om lagstadgad butikstängningstid. Motionen, som förnyades 1905 och 1906, bifölls av riksdagen 1906 och har sedermera föranlett lagstiftning i ämnet. Karlsson var statens förlikningsman i arbetstvister i västra distriktet 1907–1919, och han har bidragit till biläggande av många arbetstvister och medverkade bland annat i förlikningskommissionen angående 1909 års stora arbetskonflikter. Han var statsrevisor 1907–1909 samt ledamot av Nykterhetskommitéen 1911.

## Familj
Karlsson var son till executor Gustaf Adolf Carlsson och Olena Skog. Han gifte sig den 14 december 1884 i Göteborg, med Hildegard Josefina Hellgren (1859–1929), dotter till maskinist Carl Johan Olsson Hellgren och Dorothea Mathilda Nimmerhult.